# Boreč (Velemín)
Boreč (německy Boretz) je malá vesnice, část obce Velemín v okrese Litoměřice. Nachází se v Českém středohoří asi 4,5 km na jih od Velemína, v Borečské kotlině obklopené vrchy Boreč, Ovčín, Jezerka a Sutomský vrch. V roce 2009 zde bylo evidováno 32 adres. V roce 2011 zde trvale žilo 24 obyvatel.
Boreč leží v katastrálním území Boreč u Lovosic o rozloze 3,86 km2. V katastrálním území Boreč u Lovosic leží i Bílinka a Režný Újezd.

## Historie
Nejstarší písemná zmínka pochází z roku 1227.

## Obyvatelstvo
|                                                                            | 1869 | 1880 | 1890 | 1900 | 1910 | 1921 | 1930 | 1950 | 1961 | 1970 | 1980 | 1991 | 2001 | 2011 |
| -------------------------------------------------------------------------- | ---- | ---- | ---- | ---- | ---- | ---- | ---- | ---- | ---- | ---- | ---- | ---- | ---- | ---- |
| Obyvatelé                                                                  | 176  | 176  | 171  | 163  | 169  | 160  | 152  | 95   | 83   | 73   | 51   | 25   | 22   | 24   |
| Domy                                                                       | 33   | 31   | 33   | 29   | 31   | 31   | 39   | 33   | 68   | 24   | 19   | 28   | 25   | 25   |
| Počet domů z roku 1961 zahrnuje domy místních částí Bílinka a Režný Újezd. |      |      |      |      |      |      |      |      |      |      |      |      |      |      |

## Pamětihodnosti
- V severní části vesnice stojí borečský zámek. Vznikl na místě gotické tvrze a jeho dochovaná podoba vychází z barokní přestavby v osmnáctém století a úprav provedených v první polovině devatenáctého století. Dochovalo se pouze severní křídlo a ostatní budovy jsou zříceniny.[7]
- Národní přírodní památka Borečský vrch
- Kaple